# Manilkara chicle
Manilkara chicle är en tvåhjärtbladig växtart som först beskrevs av Henri François Pittier, och fick sitt nu gällande namn av Charles Louis Gilly. Manilkara chicle ingår i släktet Manilkara och familjen Sapotaceae. Inga underarter finns listade i Catalogue of Life.

## Bildgalleri

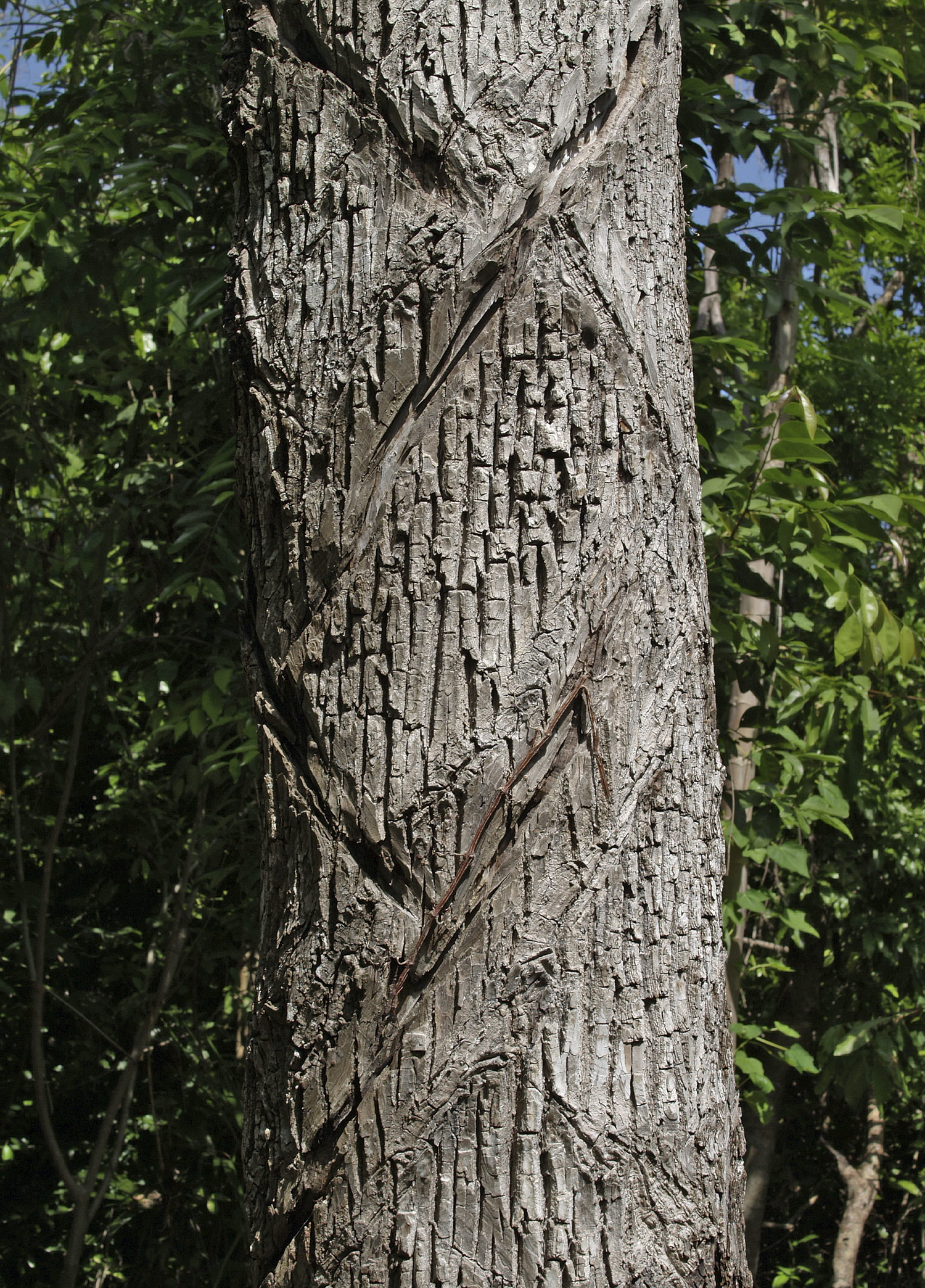